# Run It!
«Run It!» es el sencillo debut del cantante estadounidense de R&B Chris Brown. Cuenta con la colaboración del rapero Juelz Santana. La canción está escrita por Santana, Sean Garrett y Scott Storch, y producida por Storch. Fue lanzada en 2005 y pertenece al álbum homónimo Chris Brown. Fue un éxito en Estados Unidos, aguantando cinco semanas consecutivas en el número 1 del Billboard Hot 100. Run It! también llegó al número 1 en Australia y Nueva Zelanda y al número 2 en Reino Unido. Fue certificado platino por la RIAA.

## Videoclip
El videoclip, dirigido por Erik White, muestra un baile escolar dentro de un gimnasio, donde Brown conoce a una chica por la que se siente repentinamente atraído y con la que quiere bailar. Al final, llegan los guardias de seguridad y desalojan el gimnasio. Cuando los guardias piensan que ya no queda nadie, se ponen a bailar. 
El video fue estrenado en octubre de 2005 y fue nominado en los MTV Video Music Awards 2006 en dos categorías: Mejor Artista Nuevo y Elección del Espectador.

## Posición en listas
| Lista (2005)                                      | Posición máxima |
| ------------------------------------------------- | --------------- |
| Alemania (Media Control Charts)                   | 8               |
| Australia (ARIA)                                  | 1               |
| Austria (Ö3 Austria Top 40)                       | 12              |
| Bélgica (Ultratip Wallonia)                       | 26              |
| Bélgica (Ultratop Flandes)                        | 23              |
| Dinamarca (Tracklisten)                           | 13              |
| Finlandia (Mitä hittiä)                           | 7               |
| Francia (SNEP)                                    | 19              |
| Hungría (Mahasz)                                  | 10              |
| Irlanda (Irish Singles Chart)                     | 2               |
| Italia (FIMI)                                     | 12              |
| Noruega (VG-lista)                                | 13              |
| Nueva Zelanda (RIANZ)                             | 1               |
| Países Bajos (Single Top 100)                     | 9               |
| Reino Unido Singles (The Official Charts Company) | 2               |
| República Checa (IFPI)                            | 55              |
| Suecia (Sverigetopplistan)                        | 34              |
| Suiza (Media Control Charts)                      | 5               |
| Estados Unidos (Billboard Hot 100)                | 1               |
| Estados Unidos Hot R&B/Hip-Hop Songs (Billboard)  | 1               |
| Estados Unidos Pop Songs (Billboard)              | 1               |

- Datos: Q1968128